# Гелін (озеро)
Гелін (норв. Helin) — озеро, розташоване в муніципалітетах Вестре-Слідре і Ванг у фюльке Іннланнет, що в Норвегії. Використовується для виробництва електроенергії на електростанції ГЕС Об'єра (Åbjøra).

## Опис
Гелін має площу 9,47 км², берегову лінію довжиною 27,17 км. Розташоване 870 м над рівнем моря, має об'єм 18,6 млн. м³. У 1930 році 35 км² території між озерами Гелін і Синдін, на північному сході, оголошено національним парком.
| Норвегія | Це незавершена стаття з географії Норвегії. Ви можете допомогти проєкту, виправивши або дописавши її. |

| Озеро | Це незавершена стаття про водосховище . Ви можете допомогти проєкту, виправивши або дописавши її. |